# آرتورو پرس-رورته
آرتورو پرس-رِوِرته (اسپانیایی: Arturo Pérez-Reverte‎؛ زادهٔ ۲۵ نوامبر ۱۹۵۱) روزنامه‌نگار، خبرنگار جنگ، رمان‌نویس و فیلم‌نامه‌نویس اهل اسپانیا است. وی از سال ۲۰۰۳ عضو آکادمی سلطنتی اسپانیا است. او در کتابخانه شخصی خود در حدود ۳۲٬۰۰۰ کتاب دارد.
از فیلم‌ها یا برنامه‌های تلویزیونی که وی در آن نقش داشته است، می‌توان به ملکه جنوب، دروازه نهم، کشف‌نشده و آلاتریست اشاره کرد.
وی در سال ۱۹۹۲ برندۀ جایزه گویا برای بهترین فیلم‌نامه اقتباسی شد.